# Portes de la Binnenhof
Les portes de la Binnenhof sont les portes qui permettaient d'aller de la cour intérieure aux cours extérieures, et de là de se rendre à l'extérieur, lorsque toute la zone de la Binnenhof et du Buitenhof, à La Haye aux pays-Bas, était entourée de murs. 

## Stadhouderspoort
La Stadhouderspoort était l'entrée principale de la Binnenhof et la seule liaison directe entre la Binnenhof et le Buitenhof. C'est l'une des portes d'entrée originales de la Binnenhof et l'une des quatre portes (les plus occidentales) encore existantes du complexe de la Binnenhof.

### Nom
À l'origine, la porte s'appelait Middelpoort. Selon l'historien Jacob de Riemer, elle doit son nom au fait que, probablement à partir de 1634, lorsque les autres portes sont rénovées, elle ne peut être utilisée que par le stathouder.

### Historique de la construction
Son histoire remonte au Moyen Âge. Au fil des siècles, la porte a été rénovée à plusieurs reprises et adaptée aux besoins de l'époque. L'intérieur de la porte actuelle, le passage souterrain, est achevé en 1620. Le cadre de la porte en pierre naturelle du côté du Buitenhof est de style gothique tardif et date à l'origine d'une date beaucoup plus ancienne.

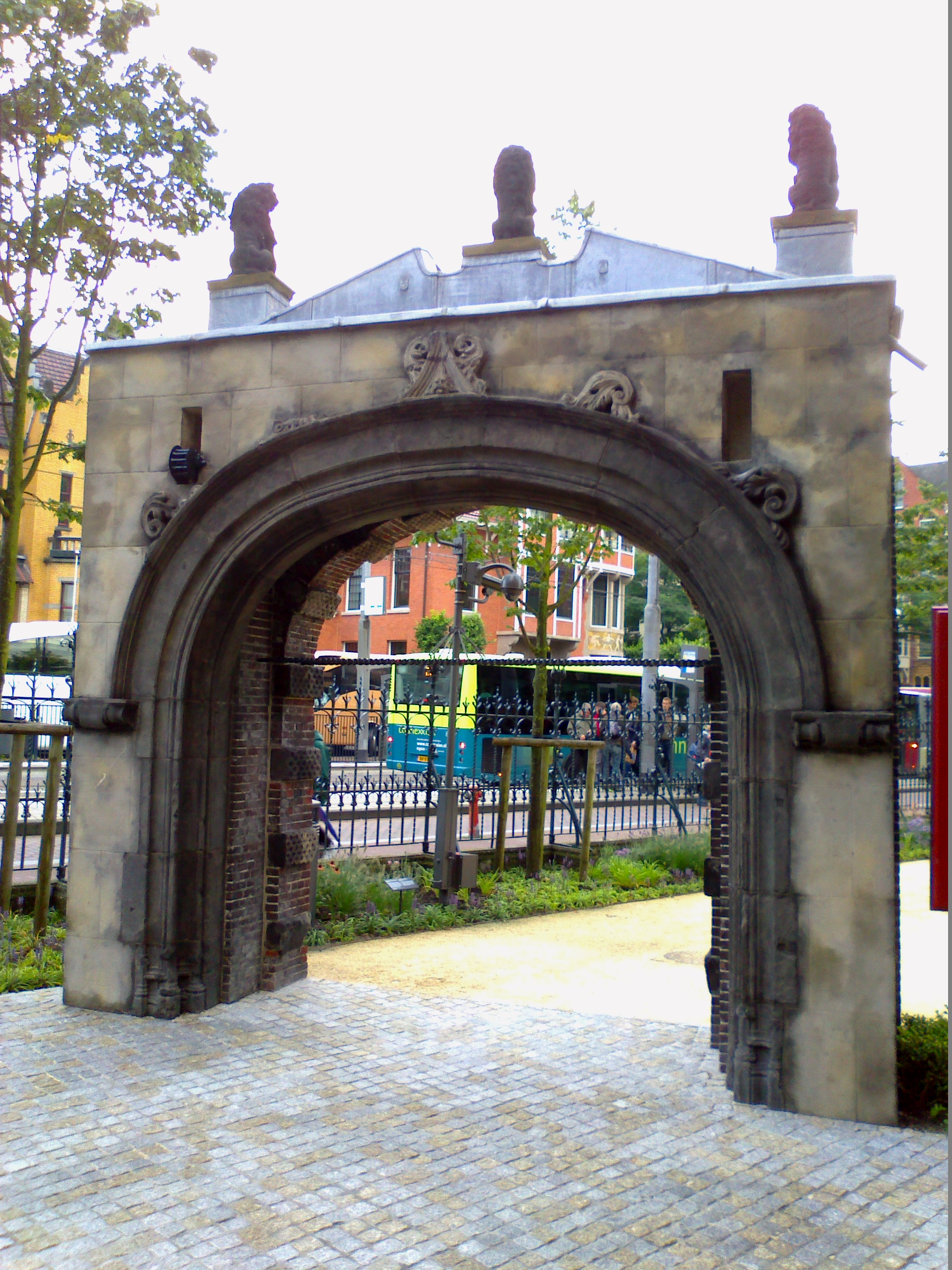
La Stadhouderspoort originale dans l'arrière-cour du Rijksmuseum d'Amsterdam, avec notamment les trous de chaîne pour le pont-levis.

Le cadre actuel de la porte en pierre naturelle est une réplique de 1879. La porte originale a été déplacée à Amsterdam et est visible dans le jardin de sculptures derrière le Rijksmuseum. La porte actuelle est construite à l'arrière d'une autre porte ; elle a été restaurée en 2014. La Stadhouderspoort originale et sa copie sont désormais des monuments nationaux.

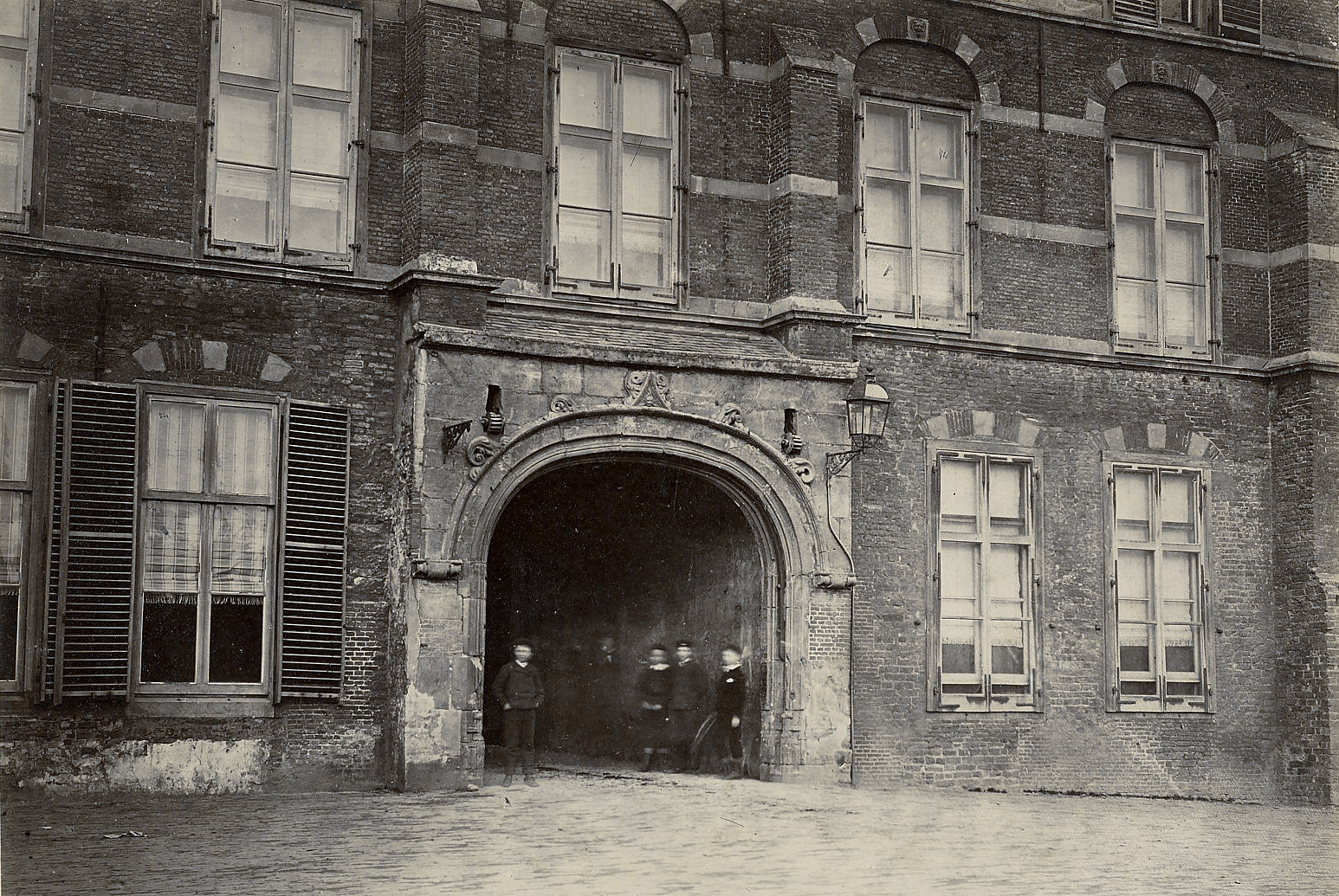
Stadhouderspoort avant 1879.

La porte possédait également un pont-levis, mais celui-ci disparait lorsque les douves autour de la Binnenhof sont comblées en 1860. Lors des travaux de 1879, une porte piétonne plus petite est installée à côté de la porte, une nécessité, un tramway passant par la porte. En raison de l'augmentation du trafic, une deuxième porte piétonne est installée de l'autre côté de la Stadhouderspoort en 1899, créant un ensemble plus harmonieux. Aucun tramway n'a franchi la porte depuis 1924. L'intérieur reflète encore l'état dans lequel il se trouvait en 1620.

### Émeute de 1786

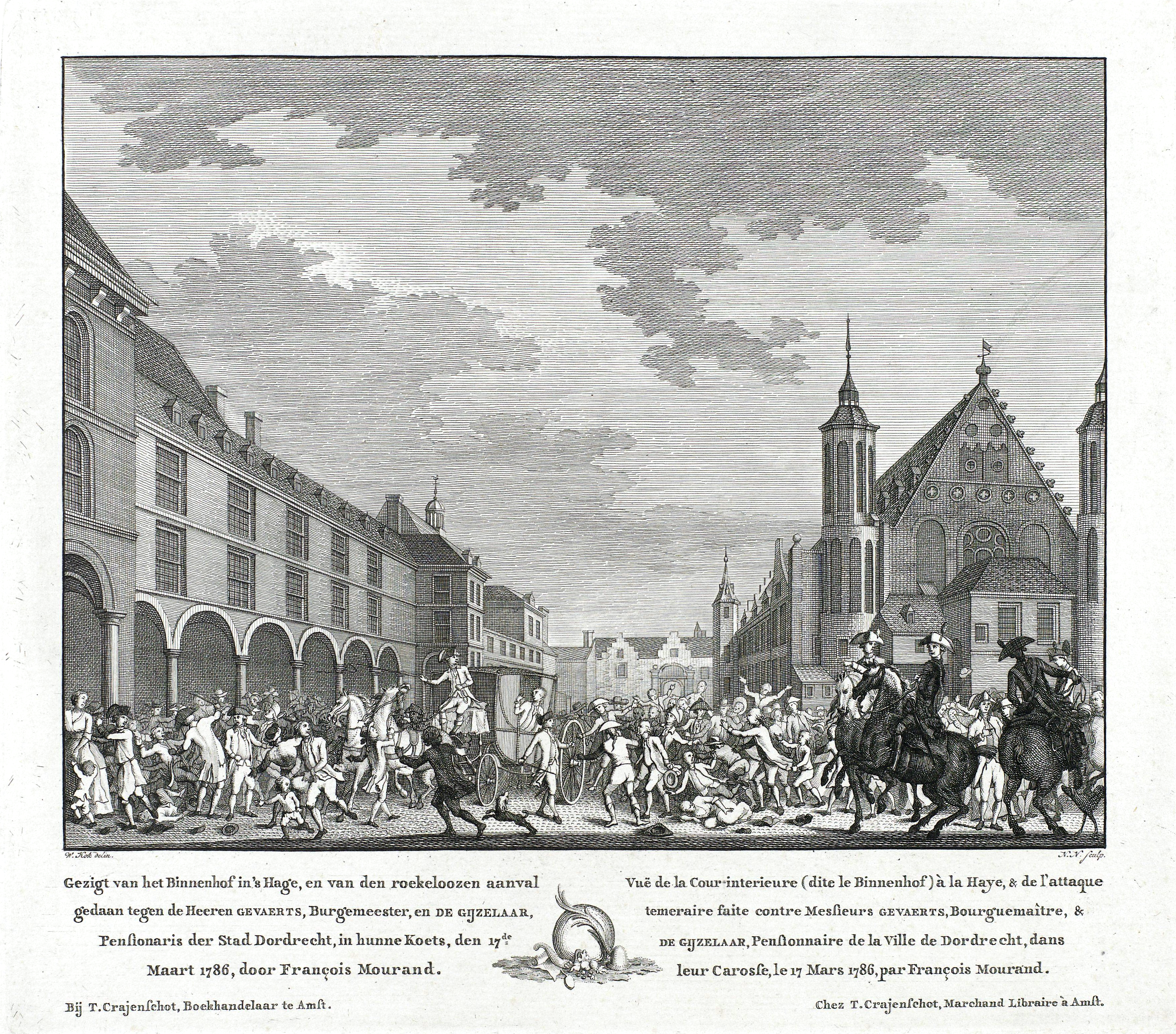
L'« attaque » contre les députés de Dordrecht en 1786.

À l'automne 1785, les États de Hollande et de Frise-Occidentale décident que la porte resterait désormais ouverte lors des réunions, tout comme les autres portes. Les citoyens de La Haye, partisans de la Maison d'Orange, sont en colère car les régents sont désormais également autorisés à utiliser la porte.
Le 16 mai 1786, la première occasion se présente pour que la décision soit mise en œuvre, mais aucun des hommes politiques n'ose défier les citoyens orangistes et tous prennent la Mauritspoort ou la Spuipoort. Le lendemain, les délégués de Dordrecht, le bourgmestre Ocker Gevaerts et le retraité Cornelis de Gijselaar, décident de faire passer leur calèche par la Stadhouderspoort. Ils n'y parviennent que grâce à l'aide du bailli et de quelques cavaliers, alors que des partisans orangistes en colère tentant de les en empêcher.
Les conseils mandatés, qui se tiennent à huis clos par crainte de la foule toujours plus nombreuse, ordonnent au commandant de la Garde suisse de rétablir l'ordre par la force si nécessaire. La réunion des États se termine tôt, après quoi les délégués de Dordrecht décident de repartir avec leur voiture par la Stadhouderspoort. A peine la voiture s'est-elle approchée de la galerie avant le passage de la porte que la foule empêche son passage. Le barbier de la cour, François Mourand, saisit les rênes des chevaux et pousse la voiture en arrière. Ce n'est qu'avec difficulté que le bailli et ses hommes réussissent à sauver les délégués et à les aider à franchir la porte. Les officiers de la garde suisse, comme les dragons qui montent la garde de chaque côté de la porte, ne font rien pour gêner la foule. Ce n'est que lorsque la voiture entre dans le Buitenhof qu'ils décident d'agir et d'aider à disperser la foule.
Par la suite, les soldats affirment qu'ils n'ont pas pu voir ce qui se passait à cause de la foule. François Mourand est arrêté et conduit à la garde principale du Buitenhof et de là à la Gevangenpoort. Le lendemain, les délégués de Dordrecht se plaignent auprès des États et insistent pour que les instigateurs soient punis. Ils décident que François Mourand peut être jugé sans procès puisque « l'attentat » a eu lieu devant les plus hautes autorités. Le crime pourrait donc être considéré comme prouvé. En conséquence, il ne peut pas être extradé vers la Cour de Hollande. Les conseils commissionnés, autorisés par les États de Hollande, décident que Mourand doit être condamné à mort. Et bien que son épouse implore la clémence pour ses six enfants, le 24 mars, l'échafaud du Groene Zoodje est préparé pour l'exécution. L'ensemble de la garnison de La Haye prend position pour combattre toute agitation. Les deux délégués de Dordrecht, de plus en plus inquiets de devenir aussi impopulaires que les frères Cornelis et Johan de Witt l'avaient été autrefois, décident à la dernière minute de demander que l'exécution n'ait pas lieu. La peine de Mourand est commuée en réclusion à perpétuité et il est transféré au pénitencier de Gouda. Il est cependant libéré en 1787 à la suite d'une amnistie des États.
Ce n'est qu'après la fin de la principauté souveraine des Pays-Bas unis en 1795, que la Stadhouderspoort peut être utilisée par tout le monde.

## Binnenpoort

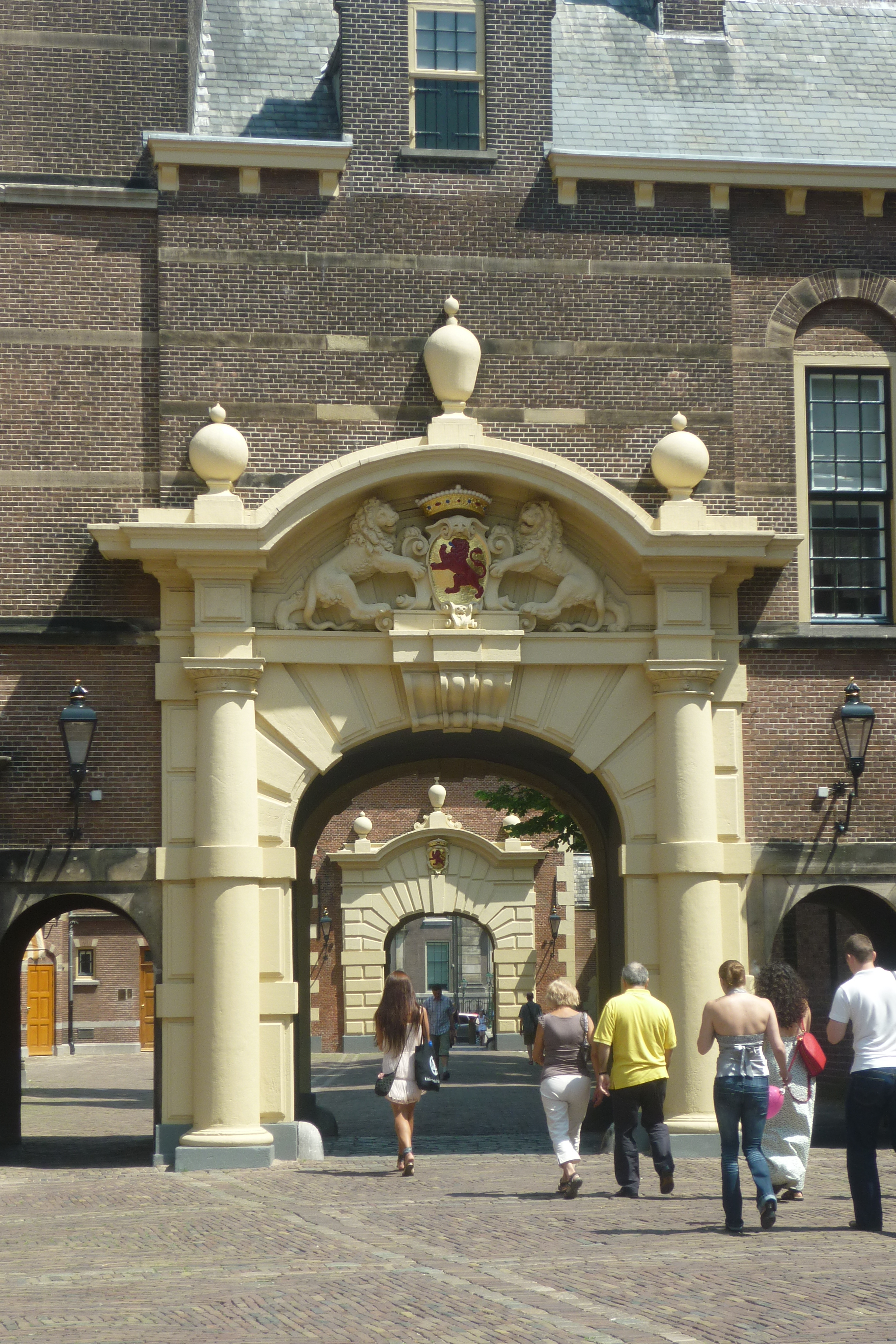
Binnenpoort.

La Binnenpoort ou Middenpoort est l'une des quatre portes d'entrée préservées qui donnent accès à la Binnenhof. La porte forme la liaison entre les bâtiments du côté nord et la Ridderzaal.
Elle est construite en 1634 en même temps que la Mauritspoort voisine. Elle servait à fermer la Binnenhof. La porte est en brique avec des encadrements en grès. Deux lions sont disposés au-dessus de la porte ; il y a un passage piéton de chaque côté. Une salle de réunion accessible depuis la galerie blanche se situe au-dessus, qui est un ancien passage de communication avec les Grafelijke Zalen.

## Mauritspoort

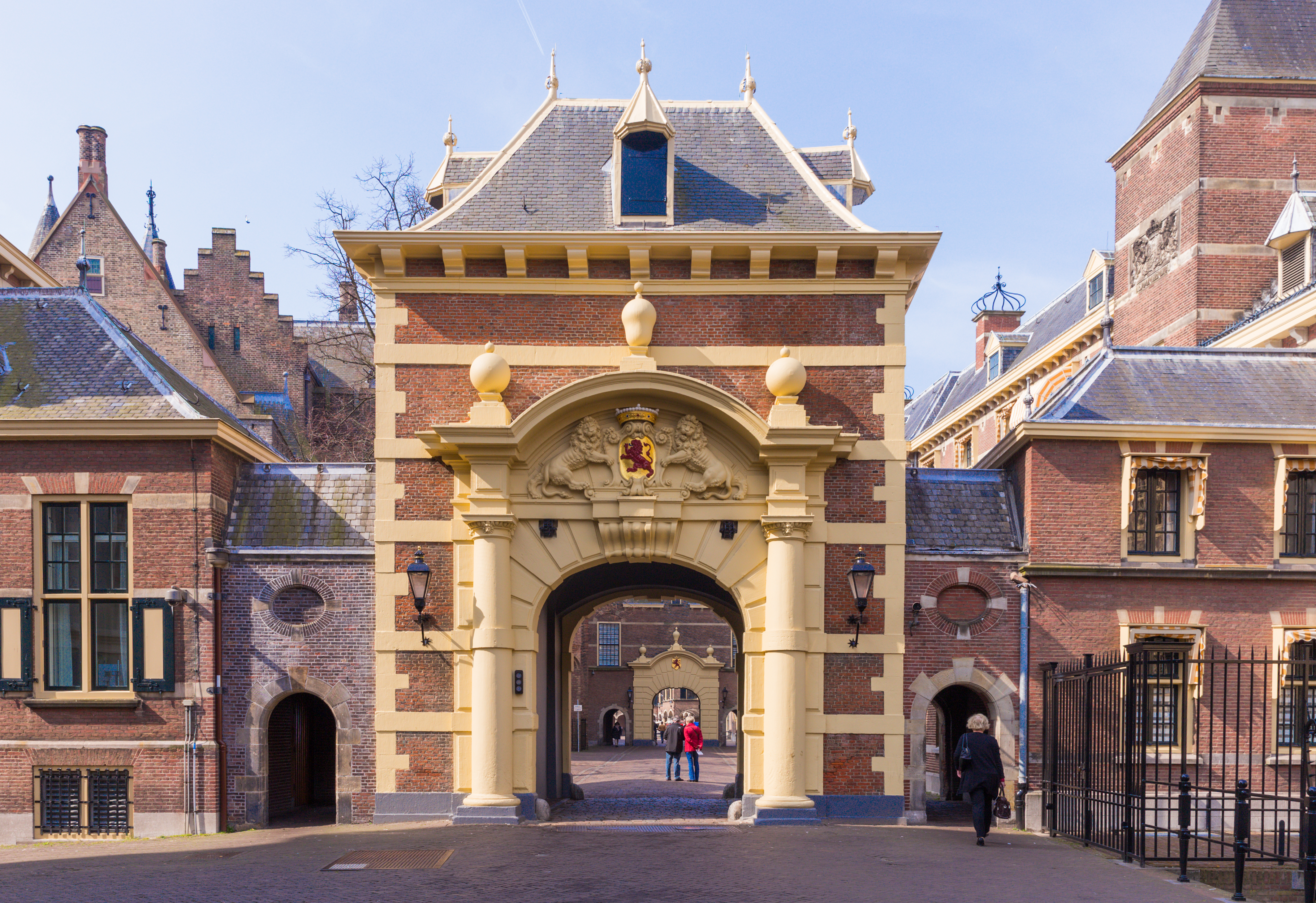
Mauritspoort.

La Mauritspoort ou Grenadierspoort est la porte d'entrée orientale de la Binnenhof. La porte a été construite en 1634 en même temps que la Binnenpoort toute proche et disposait à l'époque d'un pont-levis au-dessus d'un fossé intérieur. Les trous de poulie sont encore visibles à l'extérieur.
Le maître sculpteur sur pierre Jan Arentsz a été chargé de créer la sculpture : il avait réalisé quelques années auparavant une nouvelle pierre d'armoiries pour la Gevangenpoort, qui avait été particulièrement bien accueillie. 
Le nom Mauritspoort vient du Mauritshuis adjacent. La porte a remplacé une porte antérieure qui se trouvait dans la Torentje. Cette porte reliait la Binnenhof au jardin de choux qui se trouvait sur l'actuel Plein et qui a fait place au Mauritshuis.
En 1860, les douves sous le pont sont comblées. Au cours des années suivantes, deux passages piétonniers sont créés à côté de la porte.

## Hofpoort

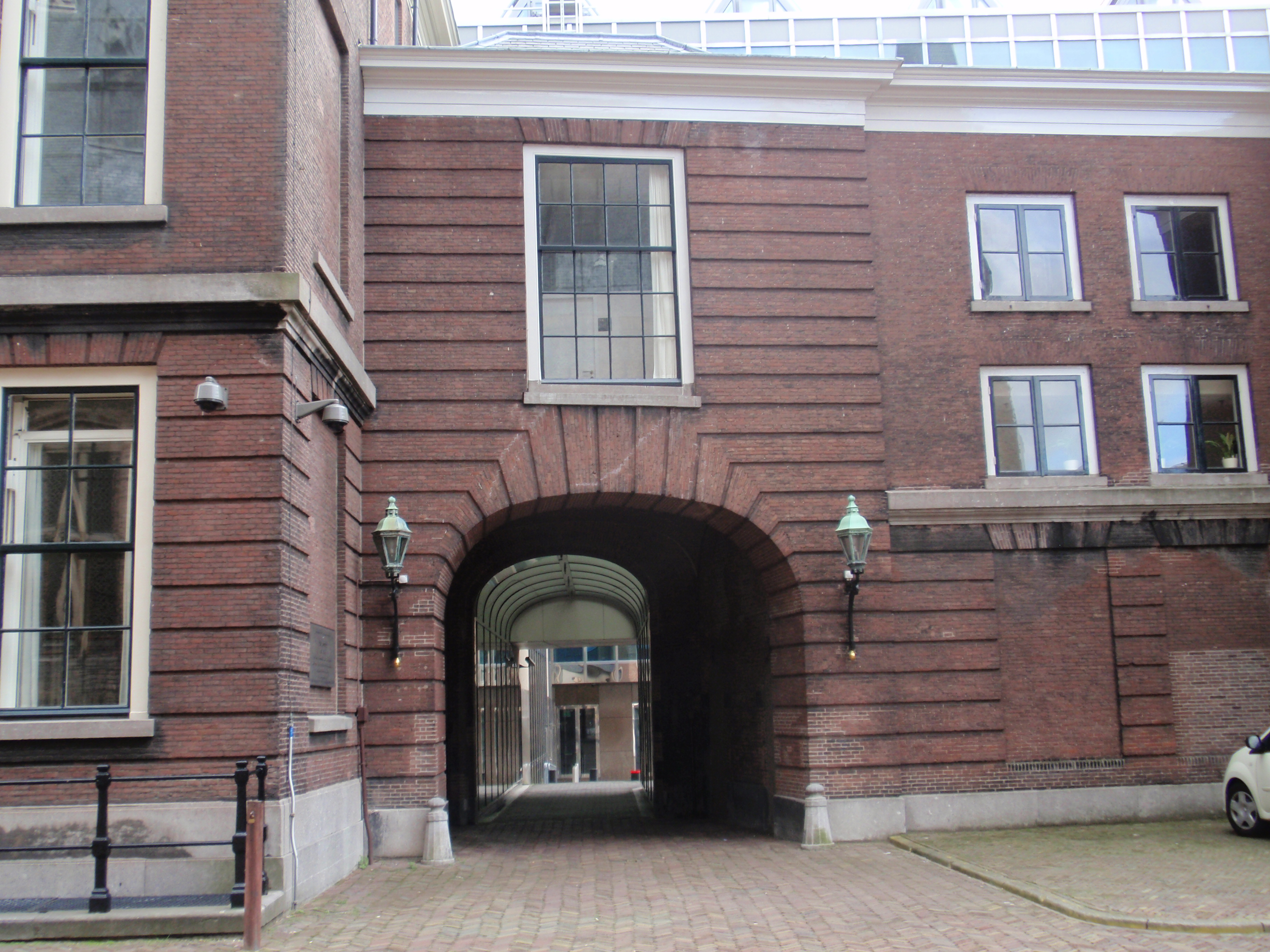
Hofpoort.

La Hofpoort actuelle, ainsi que le corps de garde de la cour qui lui est associé, datent du dernier quart du XVIIIe siècle. Depuis l'extension de la Seconde Chambre des États généraux Chambre des représentants), la porte a été agrandie avec une partie vitrée qui s'ouvre sur la Hofplaats et enjambe le Schepelhal intérieur, qui suit l'ancien fossé de la cour. Une partie de la porte a été intégrée à l'intérieur du bâtiment de la Chambre des représentants.
La porte est à l'origine principalement utilisée par la cuisine pour accéder au jardin de la cour de l'époque et est également appelée cokenpoirte (porte de la cuisine) au XIVe siècle. La route traversant la porte continuait via l'ancienne Spuipoort.
Une plaque à côté de la porte commémore les 54 victimes de l'Englandspiel pendant la Seconde Guerre mondiale.

## Spuipoort

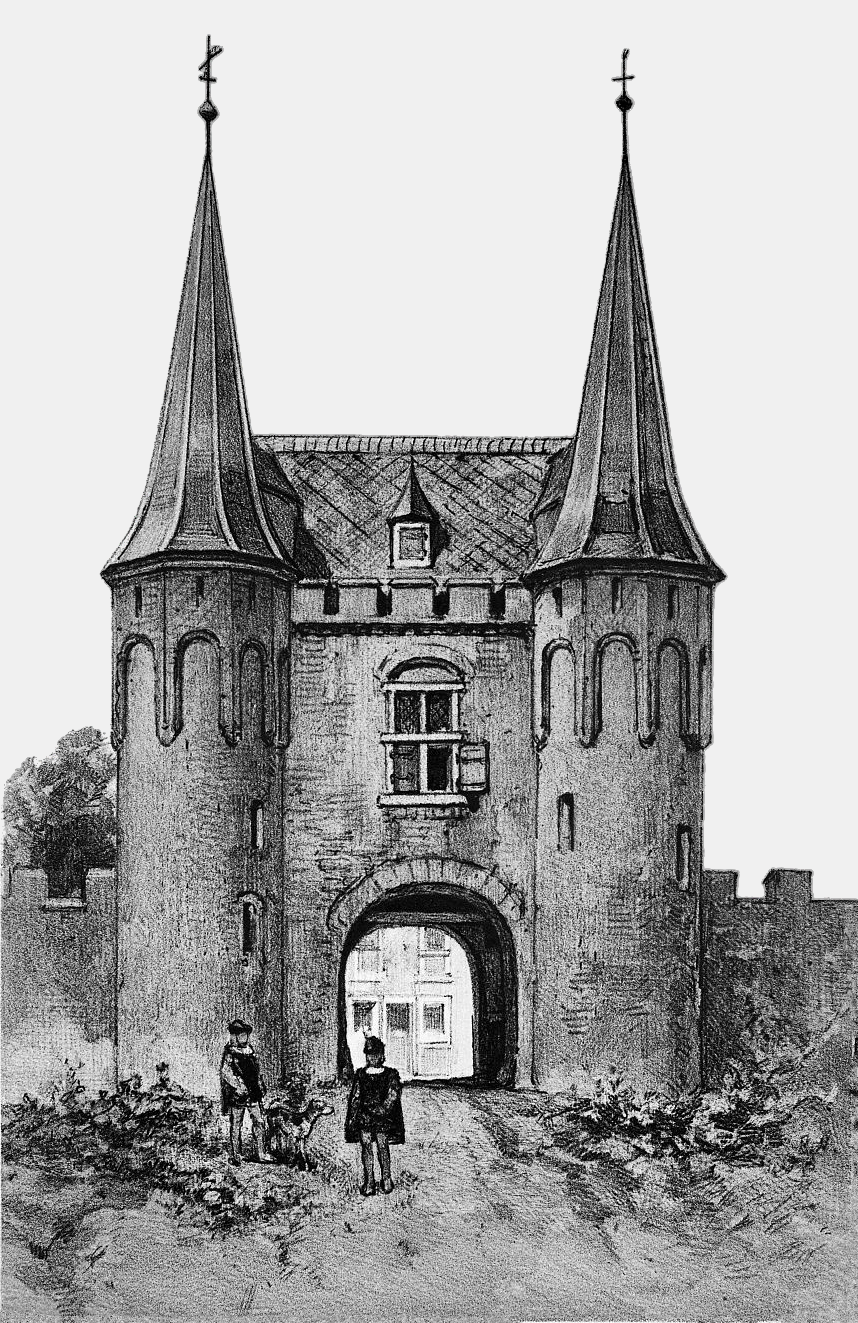
Spuipoort.

La Spuipoort était l'une des portes qui permettait de quitter la Binnenhof. La porte était sur une île. Un pont fixe reliait l'île à la Binnenhof ; un pont-levis était installé de l'autre côté de la porte. Le Spuipoort reliait le Spui à une île qui était à son tour reliée par un pont au Hofpoort, qui donnait accès à la Binnenhof. La Spuipoort est construite au XIVe siècle et démolie en 1861 sur ordre de l'architecte national Willem Nicolaas Rose.
Une auberge était construite à côté de la porte, Den Gouden Leeuw. Son enseigne est au Musée historique de La Haye. Plus tard, d'autres maisons sont construites à l'intérieur : c'est ainsi que la Hofstraat est créée. La rue entière est démolie pour faire place à la nouvelle construction de la Seconde Chambre des États généraux. Lors des préparatifs, en 1987, les ruines de la porte sont découvertes par le service archéologique. Sur l'actuelle Hofplaats, un plan en laiton de l'ancienne porte a été fixé dans le trottoir.